# Rodos (miasto)
Rodos (gr. Ρόδος) – miasto w Grecji, na wysuniętym najbardziej na północ krańcu wyspy Rodos, w administracji zdecentralizowanej Wyspy Egejskie, w regionie Wyspy Egejskie Południowe, w jednostce regionalnej Rodos. Siedziba gminy Rodos. W 2011 roku liczyło 49 541 mieszkańców.
Rodos jest przykładem połączenia historii ze współczesnością. Wejścia do Portu Mandraki strzegł niegdyś wysoki na 32 m Kolos Rodyjski (ok. 281 p.n.e.) – jeden z siedmiu cudów świata.
Stolica wyspy dzieli się na dwie części: zwarte, jednolite stylistycznie i otoczone murami Stare Miasto i rozrastające się swobodnie Nowe Miasto. Stare Miasto obwarowaniami obejmuje port rybacki i część pasażerskiego (połączenia promowe m.in. z Atenami i Kretą), z licznymi miejscami cumowania także jachtów. O 14 km od centrum działa międzynarodowy port lotniczy. W mieście rozwinął się przemysł winiarski, olejarski oraz włókienniczy. 

## Historia
Miasto założone w 408 p.n.e. przez trzy wcześniej istniejące już na wyspie miasta: Jalisos, Lindos oraz Kamejros. Za czasów greckich stało się centrum kulturalnym (zob. Kolos Rodyjski) i handlowym. Około roku 226 p.n.e. tę część świata nawiedziło silne trzęsienie ziemi, które zniszczyło znaczną część miasta wraz z Kolosem Rodyjskim. W roku 164 p.n.e. miasto Rodos, później wraz z całą Grecją, zostało zajęte przez Cesarstwo Rzymskie, a potem należało do Cesarstwa Bizantyńskiego. W 672 roku miasto zajęli Arabowie pod dowództwem Muawija I z dynastii Umajjadów. W 1090 roku po bitwie pod Manzikertem zostało zajęte przez Turków Seldżuckich i odbite przez bizantyjskiego cesarza Aleksego I Komnena w czasie I krucjaty. Od roku 1250, miasto znajdowało się w granicach Cesarstwa Nicejskiego. W 1309 roku, po przejęciu wyspy przez zakon joannitów, miasto było siedzibą joannitów, którzy je ufortyfikowali, dzięki czemu odparli atak egipskiego sułtanatu mameluków w 1444 roku i Mehmeda II Zdobywcy w 1480 roku. Ostatecznie jednak w grudniu 1523 roku miasto po 6 miesiącach oblężenia zdobył Sulejman Wspaniały i od tego miasto było pod panowaniem Turcji. Po wojnie włosko-tureckiej 1911–1912 miasto znalazło się pod władzą włoską, nastąpiła wówczas znaczna rozbudowa miasta. W 1945 roku zajęli je alianci, a od 28 października 1947, kiedy to wyspa Rodos na mocy pokoju paryskiego z 1947 wraz z całym Dodekanezem została przekazana Grecji.

## Zabytki
- ruiny starożytnego akropolu z epoki hellenistycznej z III–II w. p.n.e. – odrestaurowany teatr i stadion wraz z kilkoma kolumnami Świątyni Apolla
- Pałac Wielkich Mistrzów Zakonu Joannitów z XIV wieku, aktualnie muzeum. Większą część odbudowy zrealizowano w latach 1937–1939 z przeznaczeniem na letnią rezydencję Mussoliniego, po czym nastąpiły i dalej trwają kolejne odbudowy i rekonstrukcje.
- mury obronne (XV–XVI w.)
- Katedra Joannitów (Panaja Kastru) ob. Muzeum Bizantyjskie
- Szpital joannitów (XV w.) ob. Muzeum Archeologiczne
- meczet Sulejmana Wspaniałego
- meczet admirała Murada Reisa (wcześniej bizantyjski kościół)
- turecka łaźnia (hammam)
- Synagoga Kahal Kadosz Szalom w Rodos
- Biblioteka Osmańska z kolekcją wczesnośredniowiecznych egzemplarzy Koranu
- Dom Gubernatora przy porcie w stylu art déco z czasów panowania włoskiego
- Całkowicie odbudowane ciągi ulic starego miasta, zwłaszcza ul. Rycerska (οδός Ιπποτών – odos Ippoton) i przyległe do niej zaułki
- Park Rodini z grobowcem Ptolemeusza I Sotera, odrestaurowany w czasie panowania Włochów w latach 1912 - 1943[5]

## Klimat
| Miesiąc                          | Sty  | Lut  | Mar  | Kwi  | Maj  | Cze  | Lip  | Sie  | Wrz  | Paź  | Lis  | Gru  | Roczna |
| -------------------------------- | ---- | ---- | ---- | ---- | ---- | ---- | ---- | ---- | ---- | ---- | ---- | ---- | ------ |
| Średnie temperatury w dzień [°C] | 15.1 | 15.2 | 16.8 | 20.0 | 24.2 | 28.4 | 30.5 | 30.7 | 28.2 | 24.5 | 20.1 | 16.6 | 22,5   |
| Średnie dobowe temperatury [°C]  | 12.0 | 12.0 | 13.5 | 16.3 | 20.0 | 24.2 | 26.4 | 26.7 | 24.4 | 20.7 | 16.7 | 13.5 | 18,9   |
| Średnie temperatury w nocy [°C]  | 8.8  | 8.8  | 10.1 | 12.5 | 15.8 | 19.9 | 22.3 | 22.7 | 20.5 | 16.9 | 13.2 | 10.4 | 15,2   |
| Opady [mm]                       | 149  | 106  | 75.6 | 27.8 | 18.6 | 2.3  | 0.4  | 0.2  | 5.8  | 65.5 | 94.1 | 157  | 703    |
| Średnia liczba dni z opadami     | 15.5 | 12.7 | 10.5 | 7.6  | 4.6  | 1.2  | 0.2  | 0.1  | 1.5  | 6.7  | 9.5  | 15.4 | 65,6   |
| Źródło: HNMS                     |      |      |      |      |      |      |      |      |      |      |      |      |        |

## Miasta partnerskie
- Ávila, Hiszpania
- New Braunfels, Stany Zjednoczone
- Conches-en-Ouche, Francja
- Greece, Stany Zjednoczone
- Jałta, Ukraina
- Majorka, Hiszpania
- Limassol, Cypr
- Perth, Australia
- Puebla, Meksyk
- Rhode Island, Stany Zjednoczone
- Roses, Hiszpania
- Valletta, Malta
- Visby, Szwecja
- Piza, Włochy

## Galeria

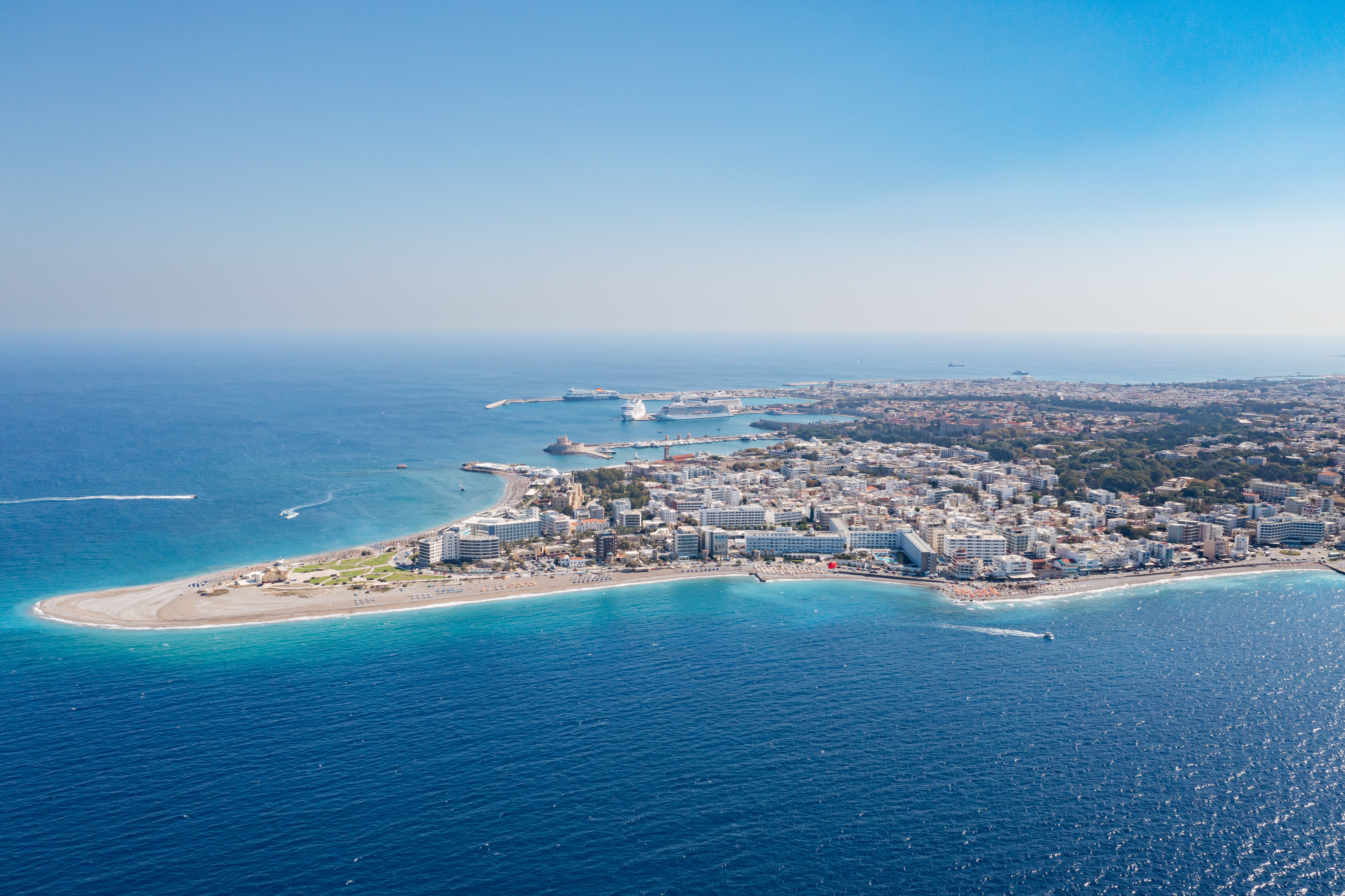
Zdjęcie lotnicze na miasto Rodos
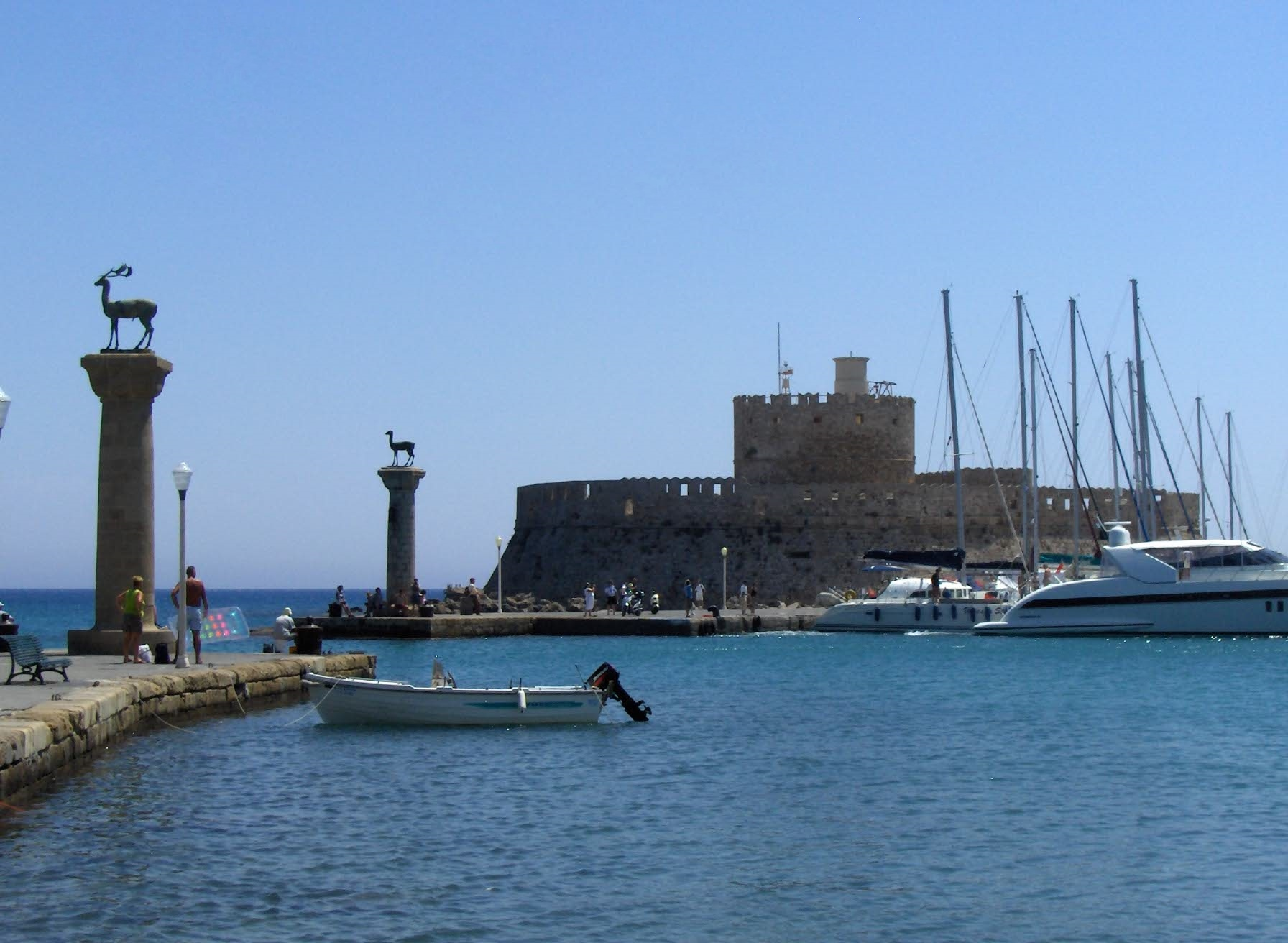
Port Mandraki i fort św. Mikołaja
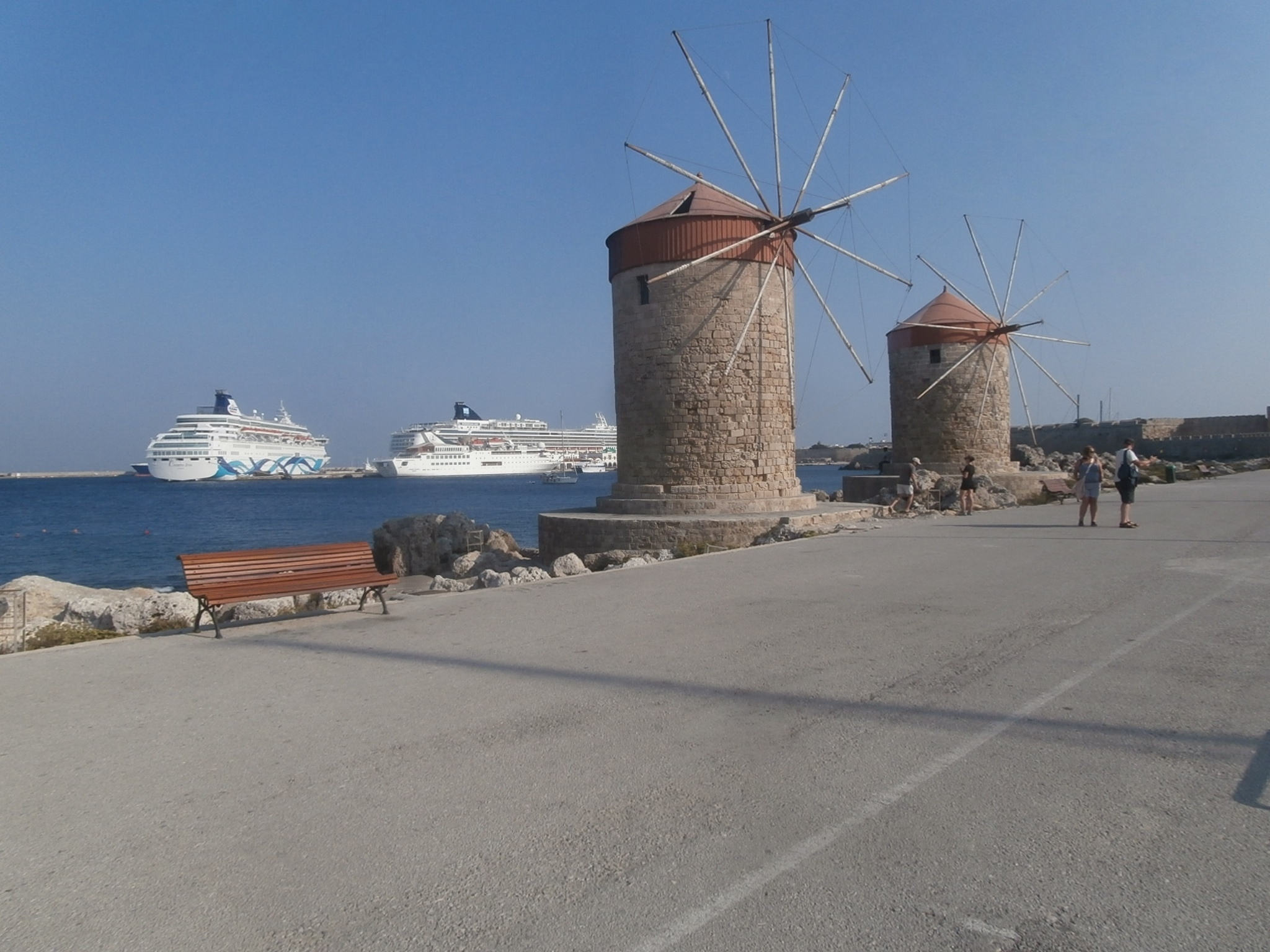
Wiatraki w porcie Mandraki
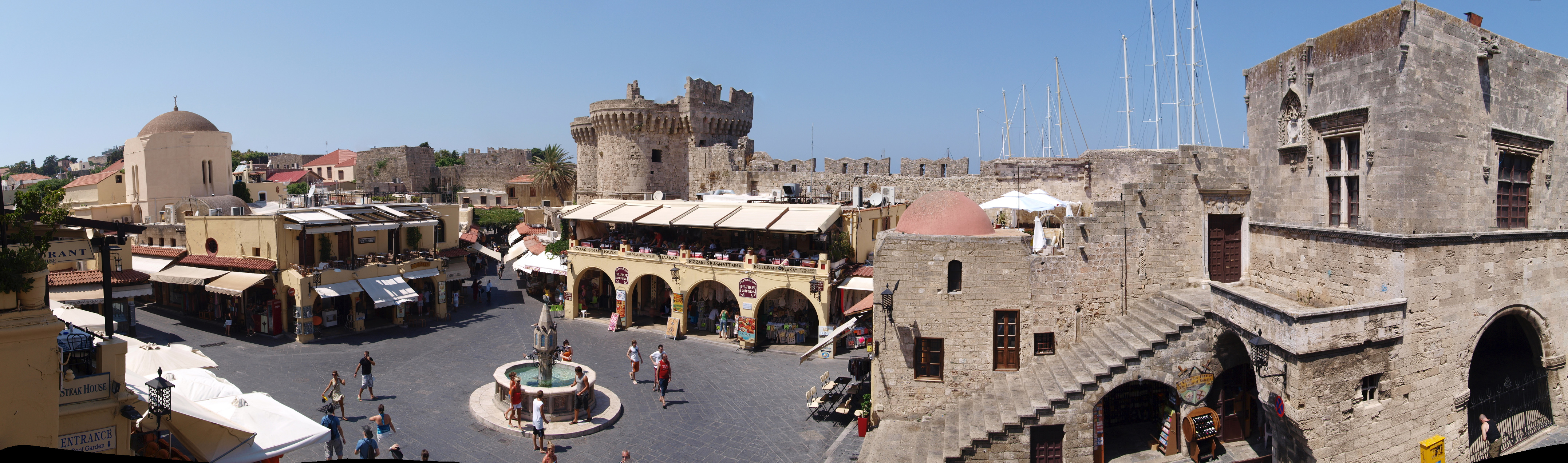
Panorama starego miasta
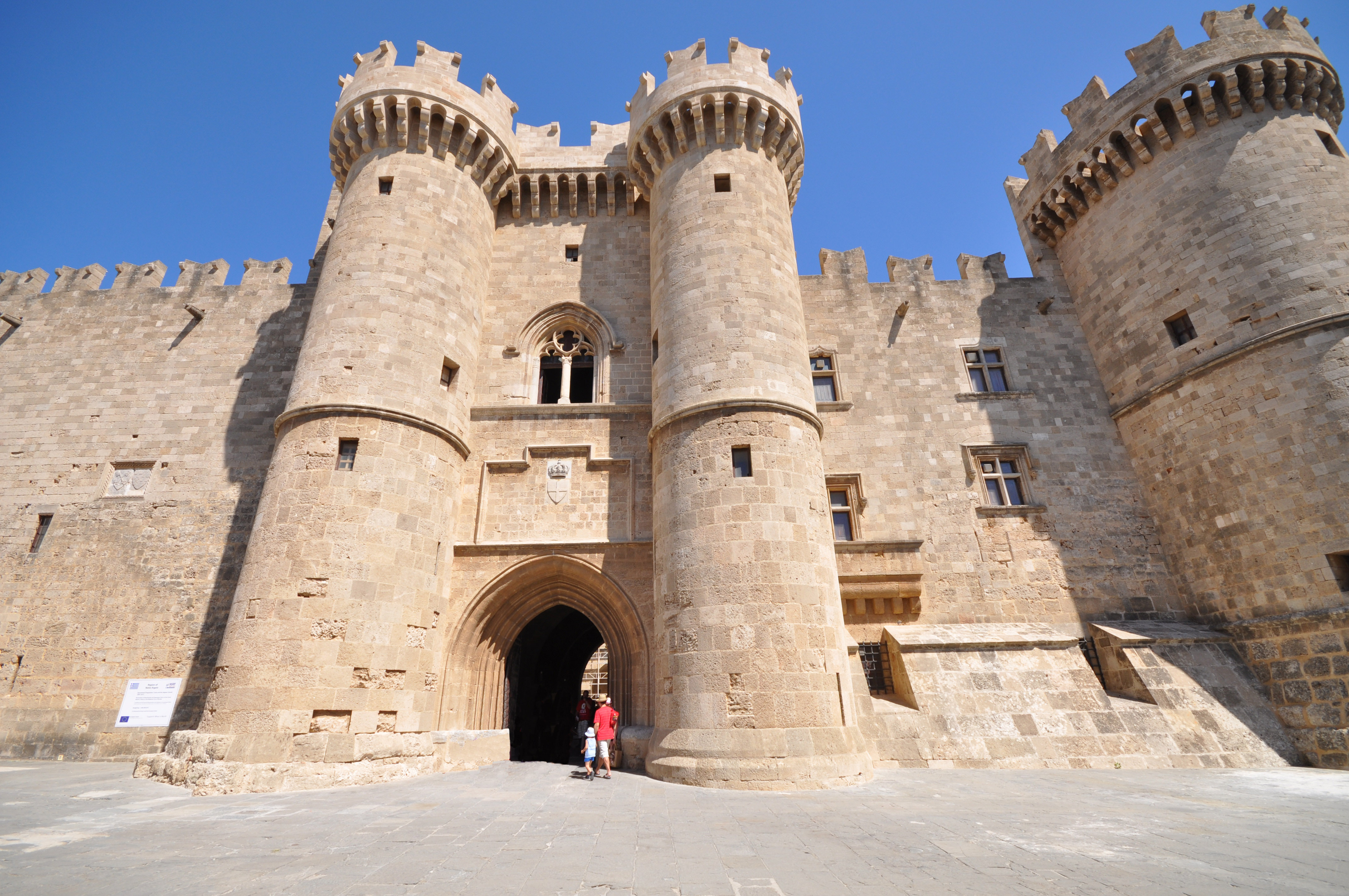
Pałac Wielkich Mistrzów Zakonu Joannitów
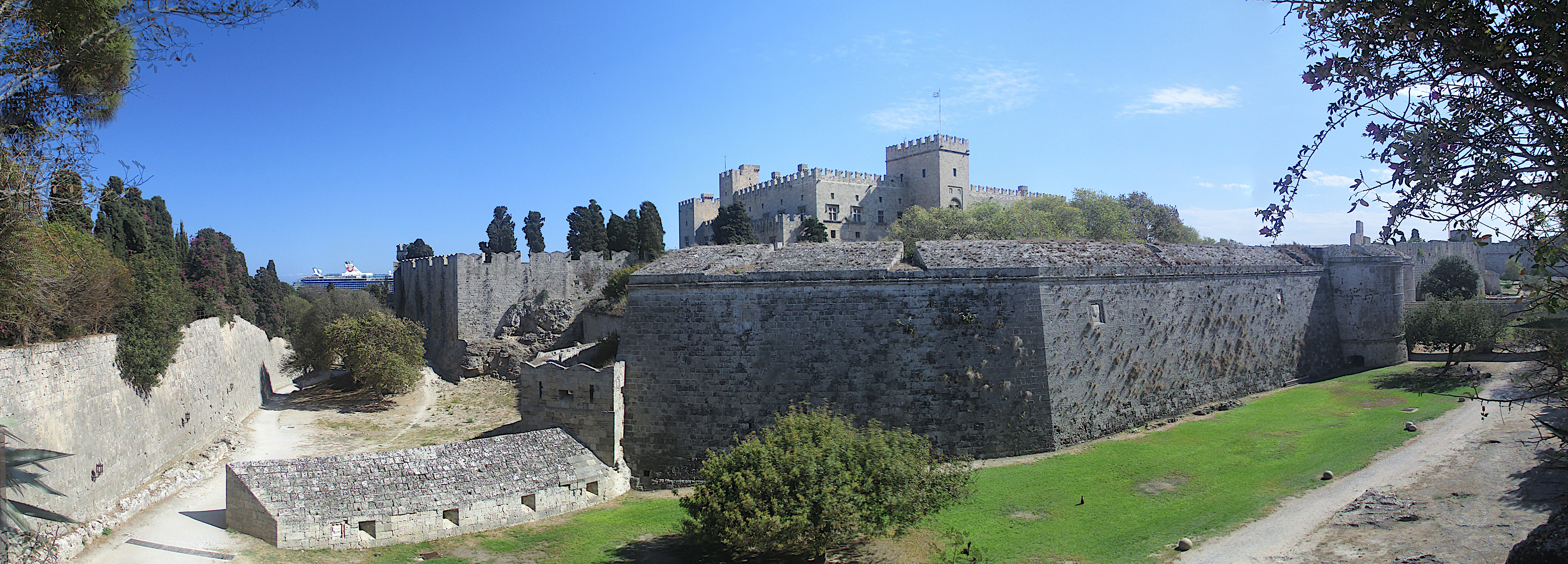
Mury miejskie okalające stare miasto
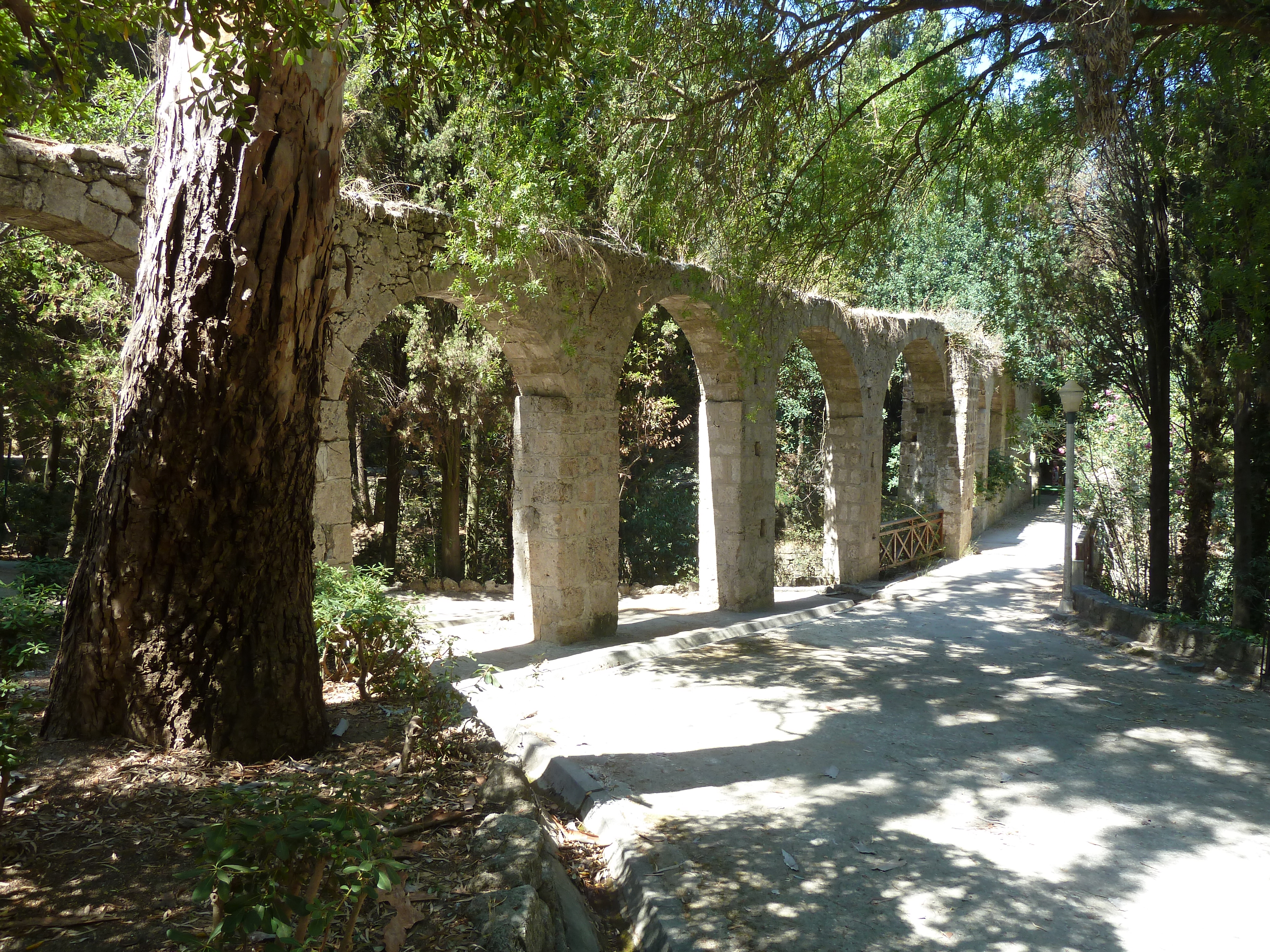
Zabytkowa konstrukcja w Parku Rodini